# Hurtières
Hurtières és un municipi francès situat al departament de la Isèra i a la regió d'Alvèrnia-Roine-Alps. L'any 2007 tenia 173 habitants.

## Demografia

### Població
El 2007 la població de fet de Hurtières era de 173 persones. Hi havia 63 famílies de les quals 12 eren unipersonals (4 homes vivint sols i 8 dones vivint soles), 13 parelles sense fills, 34 parelles amb fills i 4 famílies monoparentals amb fills.
La població ha evolucionat segons el següent gràfic:
Habitants censats

### Habitatges
El 2007 hi havia 77 habitatges, 66 eren l'habitatge principal de la família, 7 eren segones residències i 3 estaven desocupats. 76 eren cases i 1 era un apartament. Dels 66 habitatges principals, 56 estaven ocupats pels seus propietaris, 7 estaven llogats i ocupats pels llogaters i 3 estaven cedits a títol gratuït; 3 tenien dues cambres, 7 en tenien tres, 13 en tenien quatre i 43 en tenien cinc o més. 57 habitatges disposaven pel capbaix d'una plaça de pàrquing. A 22 habitatges hi havia un automòbil i a 41 n'hi havia dos o més.

### Piràmide de població
La piràmide de població per edats i sexe el 2009 era:
| Homes | Edats   | Dones |
| ----- | ------- | ----- |
| 0     | 95 o +  | 0     |
| 0     | 90 a 94 | 0     |
| 4     | 85 a 89 | 4     |
| 0     | 80 a 84 | 0     |
| 4     | 75 a 79 | 0     |
| 0     | 70 a 74 | 0     |
| 4     | 65 a 69 | 8     |
| 4     | 60 a 64 | 0     |
| 0     | 55 a 59 | 4     |
| 16    | 50 a 54 | 8     |
| 12    | 45 a 49 | 4     |
| 8     | 40 a 44 | 4     |
| 0     | 35 a 39 | 4     |
| 4     | 30 a 34 | 4     |
| 4     | 25 a 29 | 0     |
| 4     | 20 a 24 | 0     |
| 0     | 15 a 19 | 4     |
| 0     | 10 a 14 | 0     |
| 12    | 5 a 9   | 4     |
| 0     | 0 a 4   | 0     |

## Economia
El 2007 la població en edat de treballar era de 112 persones, 91 eren actives i 21 eren inactives. De les 91 persones actives 86 estaven ocupades (40 homes i 46 dones) i 5 estaven aturades (3 homes i 2 dones). De les 21 persones inactives 7 estaven jubilades, 8 estaven estudiant i 6 estaven classificades com a «altres inactius».

### Ingressos
El 2009 a Hurtières hi havia 67 unitats fiscals que integraven 179 persones, la mediana anual d'ingressos fiscals per persona era de 21.601 €.

### Activitats econòmiques
Dels 5 establiments que hi havia el 2007, 3 eren d'empreses de serveis, 1 d'una entitat de l'administració pública i 1 d'una empresa classificada com a «altres activitats de serveis».
L'any 2000 a Hurtières hi havia 3 explotacions agrícoles.

## Poblacions més properes
El següent diagrama mostra les poblacions més properes.